# Pałac biskupów poznańskich w Buku
Pałac biskupów poznańskich w Buku – pałac w Buku, położony w województwie wielkopolskim, którego początki sięgają XIV wieku. Pałac jest zlokalizowany w południowo-wschodnim narożniku rynku miejskiego. Dawniej rezydencja biskupów poznańskich. Budowla po wielokrotnych przebudowach reprezentuje obecnie styl neorenesansowy. W piwnicach dobrze zachowały się sklepienia z czerwonej cegły i zamurowane wejście do nieistniejących już podziemi. 
W 1414 Władysław Jagiełło korzystając z gościny w rezydencji biskupów spędził w Buku Boże Ciało. W 1425 król ponownie odwiedził miasto potwierdzając mu przywilej zwolnienia z ceł.
W nocy z 22 na 23 maja 1520 r. zmarł tutaj biskup Jan Lubrański. 
Na północ od pałacu znajduje się budynek dawnej kanonii z II połowy XVIII w. Są to jedyne kamienice przy rynku, które ocalały z wielkiego pożaru miasta w 1858 r.